# Каньйонінг

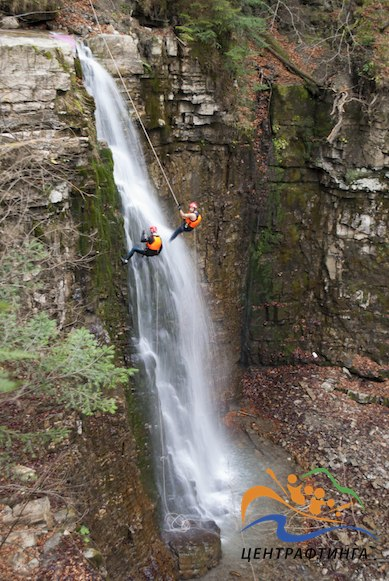
каньйонінг на Манявському водоспаді

Каньйонінг — це спуск по гірській річці та прилеглому до неї каньйону за допомогою мотузки без плавзасобу. Цей вид екстремального активного відпочинку динамічно розвивається в гіських країнах Західної Європи: Австрії, Швейцарії, Іспанії, Франції, Сербії.